# Gunnar Törnqvist
Gunnar Törnqvist, né le 23 janvier 1933 à Ljungby et mort le 7 avril 2024, est un géographe suédois, spécialiste en théorie de la localisation, en diffusion de l'innovation et en développement régional.

## Formation et carrière académique
Gunnar Törnqvist obtient son doctorat de l'Université de Stockholm en 1963 avec une thèse consacrée aux localisations industrielles. Il y devient professeur la même année avant d'être recruté à l'université de Lund où il est nommé professeur de géographie économique et entre à l'Académie royale des sciences en 1990. Il est aujourd'hui professeur émérite à l'université de Lund.
En tant qu'expert, Törnqvist a réalisé de nombreux rapports pour le gouvernement suédois, des comités et des délégations. Au niveau européen, il est lié à diverses infrastructures de recherche dont l'European Strategy Forum on Research Infrastructures (en) et la Fondation Européenne de la Science.

## Recherches
Dans ses recherches, Törnqvist a notamment montré, avec son collègue Torsten Hägerstrand, l'importance croissante des interactions sociales dans les choix de localisation des entreprises : il en donne un aperçu avec une perspective historique dans Sverige i nätverkens Europa (1993, La Suède dans le réseau européen). Contrairement à ce que l'on pourrait penser, les deux géographes suédois ont montré la grande importance du contact en face-à-face dans la croissance de l'industrie des télécommunications (de l'économie du savoir), et donc de leur implantation en ville. 

## Publications
- Studier i industrilokalisering (1963)
- Lokaliseringsförändringar inom svensk industri 1952-1960 (1964)
- TV-ägandets utveckling i Sverige 1956-65. En empirisk-teoretisk studie (1967)
- Flows of Information and the Location of Economic Activities (1968)
- The Process of Urbanization in the Perspective of Organization Theory, avec Eric Rhenman (1969)
- Contact Systems and Regional Development  (1970)
- Multiple Location Analysis, avec Peter Gould (1971)
- Kontaktbehov och resemöjligheter - några Sverigemodeller för studier av regionala utvecklingsalternativ (1972)
- System of Cities and Information Flows: Two Essays, avec Allan Pred (1973)
- Lokaliseringsteori i omvandling (1975)
- The Geography of Economic Activities: Some Critical Viewpoints on Theory and Application (1977)
- Öresundsförbindelser. Konsekvenser för företag och hushåll, avec un doctorant (1978)
- On Fragmentation and Coherence in Regional Research (1979)
- La Créativité: Une Perspective Géographique (1989)
- Multilevel Network Barriers: The Methodological Challenge, avec David Batten (1990)
- Sverige i nätverkens Europa. Gränsöverskridandets former och villkor (1993) (1996)
- Människa, teknik och territorium (1997)
- Renässans för regioner - om tekniken och den sociala kommunikationens villkor (1998)
- Organizing European Space, avec Christer Jönsson et Sven Tägil (1999)
- Kunskap för välstånd. Universiteten och omvandlingen av Sverige, avec Sverker Sörlin (2000)
- Science at the Cutting Edge. The Future of the Øresund Region (2002)
- Creativity in Time and Space (2004)
- Kreativitetens geografi (2004)
- Europa quo vadis? Integration och splittring i tid och rum, avec Christer Jönsson et Sven Tägil (2007)
- Kreativitet i tid och rum - processer, personer och platser (2009)
- The Geography of Creativity (2011)

## Récompenses et distinctions
- L'Anders Retzius-medal (2006), par la Société Suédoise d'Anthropologie et de Géographie.
- Le Thuréus-Prize (2006) par la Royal Scientific Society in Uppsala.